# Serie A2 1992-1993 (pallanuoto maschile)
La Serie A2 1992-1993 è stata la nona edizione di questo torneo, il secondo livello del campionato italiano di pallanuoto maschile.

Per l'ultima volta le prime due classificate hanno preso parte ai Play-off per l'assegnazione dello scudetto; a partire dalla stagione successiva l'organico della Serie A2 è stato ampliato, perciò in questa edizione non ci sono state retrocessioni.

## Classifica finale
|  |     | Serie A2 '92-'93 | Pt | G  | V  | N | P  | GF  | GS  | DR   |
|  | --- | ---------------- | -- | -- | -- | - | -- | --- | --- | ---- |
|  | 1.  | Como             | 34 | 22 | 17 | 0 | 5  | 336 | 273 | +63  |
|  | 2.  | Catania          | 31 | 22 | 13 | 5 | 4  | 327 | 264 | +63  |
|  | 3.  | Lazio            | 26 | 22 | 10 | 6 | 6  | 260 | 236 | +24  |
|  | 4.  | Cagliari         | 26 | 22 | 12 | 2 | 8  | 256 | 241 | +15  |
|  | 5.  | Nervi            | 24 | 22 | 11 | 2 | 9  | 254 | 249 | +5   |
|  | 6.  | Poseidon         | 23 | 22 | 11 | 1 | 10 | 295 | 275 | +20  |
|  | 7.  | CUS Palermo      | 21 | 22 | 8  | 5 | 9  | 247 | 254 | -7   |
|  | 8.  | Bologna          | 20 | 22 | 9  | 2 | 11 | 288 | 287 | +1   |
|  | 9.  | Modena           | 20 | 22 | 8  | 4 | 10 | 258 | 263 | -5   |
|  | 10. | Camogli          | 18 | 22 | 7  | 4 | 11 | 233 | 263 | -30  |
|  | 11. | Fiamme Oro       | 12 | 22 | 3  | 6 | 13 | 223 | 265 | -42  |
|  | 12. | Bergamo          | 9  | 22 | 4  | 1 | 17 | 229 | 336 | -107 |
|  |     |                  |    |    |    |   |    |     |     |      |

## Verdetti
- Como e Catania promosse in serie A1 e ammesse ai Play-off Scudetto